# Mona Foma
MONA FOMA (zkratka pro Museum of Old and New Art: Festival of Music and Art) nebo také MOFO je multižánrový hudební festival ve městě Hobart na Tasmánii. Založilo jej v roce 2008 umělecké centrum Salamanca Arts Centre společně s muzeem Museum of Old and New Art a hudebníkem Brianem Ritchiem, který je rovněž kurátorem festivalu.

## Program

### 2009
Jeho první ročník se konal v roce 2009 a headlinerem byla australská rocková skupina Nick Cave and the Bad Seeds. Dále zde hráli například The Saints, Pinky Beecroft a mnoho dalších.

### 2010
Při dalším ročníku, v roce 2010, byl hlavním umělcem velšský hudebník a hudební skladatel John Cale, který zde představil několik speciálních programů. Šlo o audiovizuální dílo Dyddiau Du/Dark Days vytvořené pro benátskou předhlídku Biennale di Venezia v předchozím roce, při jiné příležitosti zahrál několik skladeb ze svého baletu pro Nico z roku 1997, dále kompletní akustický koncert a při jiném koncertě, během něhož hráli čtyři různí klavíristé a jedním z nich byl právě Cale, zahrál dvě nové klavírní skladby. V roce 2010 zde dále hráli například americký diskžokej Grandmaster Flash, český varhaník Pavel Kohout a mnoho dalších.

### 2011
Při třetím ročníku festivalu v roce 2011 se zde představili například Amanda Palmer, Owen Pallett, Philip Glass, Joseph Nolan či skupiny Jon Spencer Blues Explosion a Grinderman a několik desítek dalších vystupujících.

### 2012
V roce 2012 zde vystupoval například japonský umělec Ryoji Ikeda, anglická zpěvačka PJ Harvey, francouzský hudební skladatel Pierre Henry, americké hudební duo The Dresden Dolls a další.

### 2013
Při pátém ročníku, v roce 2013, zde hráli například americké skupiny Death Grips a Dirty Projectors, duo David Byrne a St. Vincent, etiopský zpěvák Mahmoud Ahmed nebo australský varhaník Douglas Lawrence.

### 2014
V roce 2014 zde vystupovali vedle jiných například avantgardní jazzový soubor Sun Ra Arkestra, anglický umělec Conrad Shawcross, americký rapper Astronautalis nebo australský hudebník Mick Harvey.